# Años 790
Los años 790 o década del 790 empezó el 1 de enero del 790 y terminó el 31 de diciembre del 799.

## Acontecimientos
- San León III sucede a Adriano I como papa en el año 795.
- Batalla de las Babias
- Año 794 Comienza el período Heian. El poder de los emperadores cae en manos del clan Fujiwara. La capital se traslada a Kioto .